# Aname longitheca
Aname longitheca là một loài nhện trong họ Nemesiidae.
Aname longitheca được miêu tả năm 1985 bởi Raven.